# مشكور (اسم)
مشكور هو اسم علم مذكر من أصل عربي، ومعناه هو المحمود الممدوح الحميد الصفات المثنى عليه قال تعالى: ﴿ وكان سعيكم مشكورًا﴾ [ الإنسان من الآية 22].

## وصلات خارجية
- موسوعة السلطان قابوس لأسماء العرب